# Mulgravea ranipoolensis
Mulgravea ranipoolensis är en tvåvingeart som beskrevs av Kumar 1991. Mulgravea ranipoolensis ingår i släktet Mulgravea och familjen daggflugor. Inga underarter finns listade i Catalogue of Life.